# Indicador clau de rendiment
Un KPI (key performance indicator), conegut també com a indicador clau o mesurador d'acompliment o indicador clau de rendiment és una mesura del nivell de l'acompliment d'un procés. El valor de l'indicador està directament relacionat amb un objectiu fixat per endavant i normalment s'expressa en valors percentuals. Els KPI tenen com a objectius principals mesurar el nivell de servei, fer un diagnòstic de la situació, comunicar i informar sobre la situació i els objectius, motivar els equips responsables del compliment dels objectius reflectits en el KPI i, en general, avaluar qualsevol progrés de manera constant. De moment només hi ha un estàndard desenvolupat, aplicat al manteniment industrial: la norma EN 15341:2008 "Manteniment. Indicadors clau de rendiment del manteniment".
Un KPI es dissenya per mostrar com és el progrés en un procés o producte en concret, per la qual cosa és un indicador de rendiment. Hi ha KPI per a diverses àrees d'una empresa: compres, logística, vendes, servei al client, etc. Les grans companyies disposen de KPI que mostren si les accions desenvolupades estan donant els seus fruits o si, per contra, no es progressa com s'esperava.
Els indicadors clau d'acompliment són mesuraments financers o no financers utilitzats per quantificar el grau de compliment dels objectius; reflecteixen el rendiment d'una organització i generalment es recullen en el seu pla estratègic. Aquests KPI s'utilitzen en intel·ligència de negocis per reflectir l'estat actual d'un negoci i definir una línia d'acció futura.
L'acte de monitorar els indicadors clau d'acompliment en temps real es coneix com a «monitoratge d'activitat de negoci». Els indicadors de rendiment s'utilitzen normalment per valorar activitats complicades de mesurar, com els beneficis de desenvolupaments capdavanters, el compromís dels empleats, el servei o la satisfacció.
Els KPI solen anar lligats amb l'estratègia de l'organització (exemplificada en les tècniques com la del quadre de comandament integral). Els KPI són vehicles de comunicació: permeten que els executius d'alt nivell comuniquin la missió empresarial o la visió de l'empresa als nivells jeràrquics més baixos, involucrant directament tots els col·laboradors en la realització dels objectius estratègics de l'empresa.

## Usos freqüents
Usat per calcular, entre d'altres:
- Temps que s'utilitza per millorar els nivells de servei en un projecte.
- Nivell de satisfacció del client.
- Temps de millores d'assumptes relacionats amb els nivells de servei.
- Impacte de la qualitat dels recursos financers addicionals necessaris per realitzar el nivell de servei definit.
- Rendibilitat d'un projecte (retorn de la inversió)
- Qualitat de la gestió de l'empresa (rotació de l'inventari, dies de comptes per cobrar [DCC], i per pagar [DCP]...)

## Qualitats dels KPI
Qualsevol organització ha de poder identificar els seus propis KPI. Les claus per a això són:
- Tenir predefinit un procés de negoci.
- Tenir clars els objectius o el rendiment requerits en el procés de negoci.
- Tenir una mesura quantitativa/qualitativa dels resultats, i que sigui possible comparar-la amb els objectius.
- Investigar variacions i ajustar processos o recursos per assolir metes a curt termini.

Quan es defineixen KPI se sol aplicar l'acrònim SMART, ja que els KPI han de ser:
- Específics (Specific)
- Mesurables (Measurable)
- Assolibles (Achievable)
- Rellevants (Relevant)
- Temporals (Timely), en el sentit que sigui possible fer un seguiment de l'evolució en el temps.

És important que:
1. Les dades de les quals depenen els KPI siguin consistents i correctes.
2. Aquestes dades estiguin disponibles a temps.[3]

## Classificació dels indicadors
Els indicadors clau de rendiment determinen un conjunt de valors amb els quals es fa l'avaluació. Aquests conjunts de valors en brut que es poden transmetre a sistemes de recopilació de dades s'anomenen indicadors. Hi ha dues categories de mesures per als indicadors clau de rendiment.
- Els fets quantitatius es presenten com una magnitud numèrica concreta i objectiva, mesurada en comparació amb un estàndard.[6][7] Normalment, no estan subjectes a distorsions, sentiments personals, prejudicis o interpretacions.
- Els indicadors qualitatius representen una correspondència no numèrica amb l'estàndard o una interpretació de sentiments personals, gustos, opinions o experiències.

## Exemples

### Comptes
- Percentatge de factures vençudes
- Percentatge de comandes de compra per avançat
- Nombre de comandes de compra augmentades retrospectivament
- Freqüència d'errors als informes financers (mesura la qualitat de l'informe)
- Temps mitjà del cicle del flux de treball
- Nombre de pagaments reiteratius.

### Màrqueting i vendes
- Captació de nous clients
- Cost d'adquisició de clients (CAC)[8]
- Mida mitjana de la transacció
- Desgast de clients (pèrdua de clients)[9]
- Anàlisi demogràfica de les persones (clients potencials) que sol·liciten participar en un programa, així com el nombre de sol·licituds aprovades, rebutjades i pendents de revisió.[10]

## Problemes
A la pràctica, el seguiment dels indicadors clau de rendiment pot ser costós o complex per a les organitzacions. Alguns indicadors, com la moral del personal, poden ser impossibles de quantificar. Així, es poden acceptar KPI dubtosos que es poden utilitzar com a guia aproximada en lloc d'un punt de referència precís.
Els indicadors clau de rendiment també poden provocar distorsions d'incentius i conseqüències imprevistes perquè els empleats es centren en determinats indicadors en detriment de la qualitat real o el valor del seu treball.